# Meshoulam Dovid Soloveitchik
Pour les articles homonymes, voir Soloveitchik.
Meshoulam Dovid Soloveitchik (connu sous le nom de Reb Dovid) (משולם דוד סולובייצ'יק), né le 21 octobre 1921 à Brest en Biélorussie et mort le 31 janvier 2021,  est un rabbin juif orthodoxe et rosh yeshiva d'une des branches de la Yeshiva de Brisk à Jérusalem, qui a un corps étudiant de plus de 300 étudiants venus principalement des États-Unis. Il est l'un des fils de Rabbi Yitzchok Zev Soloveitchik, le gendre de Rabbi Asher Sternbuch de Londres et le beau frère de Rabbi Moshe Sternbuch et du Dayan H'anoh' Ehrentreu. Il est aussi le Nassi (president) de la Eidah Hah'areidit.

## Éléments biographiques
Meshoulam Dovid Soloveitchik est le cinquième des douze enfants et le troisième fils du rabbin Yitzchok Zev Soloveitchik et de son épouse, Alte Hindl, la fille du Rabbi Haim Auerbach de Jérusalem. Sa date exacte de sa naissance n'est pas connue. Par contre, on sait que son frère aîné Haïm est né en janvier 1920 et que son frère cadet Refael Yehoshoua est né au printemps 1924. Il est nommé Meshoulam d'après son arrière grand-père maternel, Meshoulam Auerbach, qui a proposé le shidouh' entre sa petite-fille et le fils du rabbin H'aim Soloveitchik.
En 1957 il epouse Yehudit Sternbuch de Londres,fille Rav Usher Sternbuch et petite-fille du Rav Shlomo Zalman Pines de Zurich. .   

## Rosh yeshiva
Sa yeshiva est située dans le quartier de Goush Shemonim à Jérusalem.
Beaucoup de ses œuvres ont été publiées par ses élèves, surtout dans les dernières impressions Mishor des œuvres de son père. Il est considéré par les Briskers comme l'un des derniers vestiges authentiques d'un pré-Seconde Guerre mondiale en Lituanie juive, et est souvent cité pour ses souvenirs de la vie de son père et grand-père et ses enseignements,,,.
Son fils, Velvel, a succede son pere  au poste de Roch  yeshiva, il est le gendre du Roch Yeshiva de Ponevez Rav Baruch Dov Povarski  . Sa fille est mariée avec le Rabbin Nechemya Kaplan, rosh yeshiva de la Yeshiva Shaar HaTalmud, à Jerusalem.

## Œuvres
- Shiurei Rabbeinu Meshulam Dovid HaLevi (écrit par les élèves)
- Nazir
- Arachin
- Zevachim 1 2 3

## Sources
- (en) Rabbi Shimon Yosef Meller, The Brisker Rav : The life and times of Maran HaGaon HaRav Yitzchok Ze'ev HaLevi Soloveichik, zt"l, Feldheim Publishers, 2007 (ISBN 978-1-58330-969-8, lire en ligne)